# Silan
Silanul (numit și tetrahidrură de siliciu) este un compus anorganic cu formula SiH4, fiind analog metanului din chimia organică. Este un gaz incolor și inflamabil, cu un miros neplăcut, asemănător cu cel al acidului acetic.

## Obținere
Comercial, silanul se poate produce prin reducerea dioxidului de siliciu (SiO2) cu hidrogen și catalizator de clorură de sodiu (NaCl) și clorură de aluminiu (AlCl3), la presiune ridicată:
3SiO2 + 6H2 + 4Al → 3SiH4 + 2Al2O3